# Carl Zimmer
Carl Zimmer (nascido em 1966) é um escritor de ciência, cientista e blogueiro norte-americano, que se dedica ao estudo da evolução e de parasitas. Como divulgador da ciência, ele já escreveu vários livros e contribui com ensaios científicos para publicações como o The New York Times e a revista Discover. Ele é fellow no Morse College na Universidade Yale.

## Biografia
Quando tinha 10 anos Carl Zimmer mudou-se com os pais para a zona rural de Nova Jérsia. Aí fez amizade com um jovem cuja era o ilustrador de ficção científica John Schoenherr.

## Carreira
Além de seus textos para popularizar a ciência, Zimmer também dá palestras com frequência, e já apareceu em vários programas de rádio, como o Radiolab da National Public Radio, Fresh Air e This American Life. Ele ganhou muitos prêmios, incluindo o Prêmio Nacional da Academia de Comunicação de 2007, o prêmio para ciência da comunicação da Academia Nacional de Ciências dos Estados Unidos, por sua cobertura abrangente da biologia e evolução em jornais, revistas e no seu blog, o "The Loom".

## Obras
Livros
- Zimmer, Carl (1998). At the water's edge : macroevolution and the transformation of life. New York: Free Press.
- Parasite Rex: Inside the Bizarre World of Nature's Most Dangerous Creatures (2001)
- Evolution: The Triumph of an Idea (2001)
- Soul Made Flesh (2004)
- Smithsonian Intimate Guide to Human Origins (2005)
- Microcosm: E. coli and the New Science of Life (2008)
- The Tangled Bank: An Introduction to Evolution (2009)
- Brain Cuttings (2010) (livro electrónico)
- A Planet of Viruses (2011)
- Science Ink: Tattoos of the Science Obsessed (2011)
- Evolution: Making Sense of Life (2012), em coautoria com Douglas Emlen

Ensaios e relatórios
- Zimmer, Carl (June 2013). "The mystery of the second skeleton". The Atlantic 311 (5): 72–82. Retrieved 2015-07-10. Fibrodysplasia Ossificans Progressiva.